# Pithanotaria
Pithanotaria — вимерлий рід вухачевих, що мешкав у північній частині Тихого океану в епоху міоцену. Це монотипний рід, відомий за видом Pithanotaria starri.

## Палеоекологія
Пітанотарії були хижаками, які переважно харчувалися в прибережних середовищах існування.